# گالش

تصویری از یک پیرمرد گالش

تصویری از یک زن گالش در مرکز شهر رامسر

گالِش یا قوم گالش در نواحی کوهستانی در امتداد البرز از سفیدرود تا شرق مازندران سکونت دارند و گاوچران هستند.
گروهی که با نام گالش شناخته می‌شوند دامدارانی در کوهستان البرز واقع در استان‌های شمالی ایران، گیلان، مازندران و گلستان هستند. گالش‌های استان گلستان و مازندران خود را مازندرانی می‌دانند. بسیاری از طبری‌های جلگه نشین ریشه در مناطق کوهستانی مازندران دارند و با افزایش دمای جلگه، دو فصل بهار و تابستان را به کوهستان کوچ می‌کنند و این سنت در میان گالش‌های طبری نیز رایج می‌باشد.
گالِش‌ها یک گروه شغلی باقی مانده از عصر کوچ نشینی و رمه‌گردانی کهن هستند. گالش‌ها در رشته کوه البرز از کوهستان‌های شرق و جنوب استان گیلان، سراسر استان مازندران و قسمت غرب استان گلستان زندگی می‌کنند.
در شرق مازندران گالش فقط به کسی گفته می‌شود که گاوداری می‌کند و به گوسفنددار گفته می‌شود. در ارتفاعات کوه درفک گیلان به گاوداران گالش و به گوسفندداران چوپان گفته می‌شود. امروزه نگاه احساسی و قبیله‌ای سبب شده که در برخی منابع غیرعلمی و غیرمعتبر، گالش‌ها را به عنوان یک گروه قومی معرفی کنند که امری غیرعلمی و دور از ذهن است.
گالش‌ها حداقل در رشته‌کوه البرز و گیلان گروه قومی جداگانه‌ای نیستند. ایشان گروه‌های هستند که به کار تخصصی خود می‌پردازند.
جای انکار نیست که در نواحی کوهستانی جنوب شرقی گیلان، اینان از لحاظ گویش، نوع زندگی، نوع سکونتگاه، واحدهای اندازه‌گیری و مانند آن‌ها از همسایگان گیلک تالش کُرد خود متمایزند، اما با این همه جزئی از گیلک‌ها به‌شمار می‌آیند.
با این که گویشوران این زبان و برخی دیگر، این گروه را گروه قومی مجزایی در نظر می‌گیرند، ولی اطلاعات زبان‌شناختی اشاره به یک گویش مجزا ندارد.
در حالی که که گویشوران گونه‌های گالشی در سرتاسر گیلان فهم متقابل دارند اما گالشیِ گیلان به‌طور کامل با گالشیِ مازندران تفاوت دارد.
گالش‌ها چه در مازندران و چه در شرق گیلان خود را گالش و زبان خود را گالشی می‌نامند و توسط جلگه نشین‌های مازندران و شرق گیلان با نام گالش شناخته می‌شوند.
گالش یا گاولش «Galeš»، در بخشی از زبان‌های ایرانی شمال غربی همچون گیلکی و طبری و تالشی به معنای گاوبان را می‌دهد. بعبارت ساده‌تر گالش یعنی کسی که دامداری می‌کند و گاو و گوسفند پرورش می‌دهد. به باور گارنیک آساتوریان، پژوهشگر سرشناس ارمنی، کلمه گالش از واژه گاوَ رَخشَکَ «gāwa-raxšaka» —حاصل ترکیب gāwa به معنی گاو، و Raxšaka به معنی نگاهبان، پاس‌دارنده—در زبانهای ایرانی باستان ریشه گرفته است.
همچنین در طبری به چوپانِ گاو، گالش «Galeš». در متون کهن طبری از کلمه گالش به معنای چوپان استفاده شده است.

## گالش در برابر مازرونی
در دوران قدیم سرزمین مازندران که عموماً طبرستان نامیده می‌شد به دو بخش جلگه و کوهستان تقسیم می‌شد که به قسمت جلگه ای آن مازندران و به قسمت کوهستانی آن طبرستان گفته می‌شد. در مازندران لفظ مازرونی به معنای جلگه نشین می‌باشد و این لفظ در برابر لفظ کوهی که شامل گالش و تات می‌شود قرار میگرد. لفظ گالش در مازندران به معنای کوهنشین و دامدار و چوپان می‌باشد و در مقابل نام مازرونی در مفهوم جلگه نشین و دشت نشین استعمال می‌شود. زبانی که گالش‌ها در مازندران به آن زبان گالشی می‌گویند با زبانی که گالش‌های گیلان در شرق گیلان به آن گالشی می‌گویند متفاوت می‌باشد.

## گالش در برابر گیل
در دوران قدیم سرزمین گیلان به دو منطقه جلگه و دشت تقسیم می‌شد و که گیل‌ها در جلگه سکونت داشتند و بخش شرقی دیلمیان سکونت داشتند. پاینده لنگرودی در کتاب فرهنگ گیل و دیلم لفظ لفظ گالش را به معنی دامدار کوهنشین و گیل‌مرد را به معنی روستایی گیلان و گیلک را به‌معنی گیلانی و اهل گیلان ذکر می‌کند. جهانگیر سرتیپ‌پور نیز در کتاب ویژگی‌های دستوری و فرهنگ واژه‌های گیلکی، گیل‌مرد را مردِ دهقان معنا کرده است. به گفته شفیق عنبرانی گیلک نام طبقه به خصوصی از گیلانی‌ها است که کشاورز یا کاسب هستند. به گفته حبیب برجیان لفظ گیل به معنی کشاورز و ده‌نشین به کار می‌رود. گیتی شکری در کتاب گویش رامسری لفط گیل را متضاد گالش دانسته است و آن را مختص مردمی دانسته که در دشت زندگی می‌کنند و کارشان، کشت و زرع است. عبدالرحمان عمادی گیل را به معنی ساکنِ دشت و گالش را به معنای کوه نشین ترجمه کرده است.
منوچهر ستوده در این باره چنین توضیح می‌دهد: گیل در اصل به معنی قومی است که در سرزمین گیلان زندگی می‌کنند و چون این قوم بیشتر به برزیگری مشغولند، این لغت به معنی برزیگری نیز به کار رفته است.
این کاربرد یکی از مصادیق اصلی تحول معنایی است. گیل و گیلک ابتدا به معنی گیلان و گیلانی به کار می‌رفته است و به‌دلیل اینکه پیشه اصلی گیلانی‌ها کشاورزی بود، این واژه‌ها برای اشاره به کار کشاورزی هم گسترش یافت.

## انواع گالش
گالش‌های اشکوری
- گالش‌های اشکوری در مناطق کوهستانی گیلان و غرب مازندران یعنی از شرق دیلمان سیاهکل تا اشکورات و ییلاق رودسر و املش تا رامسر در غرب مازندران که به اشکورات شهرت دارد زندگی می‌کنند و به گویش گالشی از زبان گیلکی سخن می‌گویند که خانواده پوررستمی و در رامسر و گل محمدی و شعبانیان و همافر و علیخانیان جز گالش‌های اصیل هستند.[۱۹]

گالش‌های طبری
- گالش‌های طبری در مناطق کوهستانی استان‌های مازندران و گلستان زندگی می‌کنند و به گویش گالشی از زبان مازندرانی سخن می‌گویند.[۲۰][۲۱][۲۲][۲۳]

مختاباد
- مختاباد گروهی از مردم مازندران هستند که کارشان با گالش‌ها مرتبط بوده است. مختاباد در فرهنگ واژگان تبری به معنای سرپرست گالش‌ها است. مختابادها در حوزه رود تجن دامداران سنتی محسوب می‌شدند. مختابادها زمستان‌ها در قشلاق و در جلگه میان جنگل بسر می‌بردند، در فصل گرم و اواسط بهار جلگه را ترک کرده به ییلاق می‌رفتند. این مردم به کار کشاورزی و کشت و کار برنج مشغول نمی‌شدند و شغلشان معمولاً پرورش گاو جنگلی یا همان گاو بومی مازندران بود. مردم مختاباد شاخه ای از قوم طبری هستند و به زبان مازندرانی سخن می‌گویند.[۲۴]

## گیلکی گالشی
گیلکی گالشی از گویش‌های زبان گیلکی است. گالش‌ها در مناطق کوهستانی البرز در منطقه شرق گیلان و غرب مازندران به زبان گیلکی با گویش گالشی صحبت می‌کنند. گالش‌ها به این دلیل که در مناطق دوردست زندگی می‌کردند و به‌طور کلی مراودات کمتری با مردمان جلگه و سکونتگاه‌های انسانی داشتند، گویش‌شان دست‌نخورده مانده است؛ بنابراین گیلکی گالشی نسبت به گیلکی مناطق شهری از اصالت بیشتری برخوردار است. با این حال زبان گیلکی گالش‌ها با زبان مردم مناطق شرق گیلان و غرب مازندران به جز لاهیجان، قرابت زیادی دارد.

## طبری گالشی
گالش‌هایی که در کوهستان مازندران زندگی می‌کنند به گویش گالشی از زبان طبری (مازندرانی) سخن می‌گویند ولی گالش‌های غرب مازندران به همراه شرق گیلان به گویش گالشی از زبان گیلکی سخن می‌گویند. زبانی که گالش‌ها در مازندران به آن زبان گالشی می‌گویند با زبانی که گالش‌های گیلان در شرق گیلان به آن گالشی می‌گویند متفاوت می‌باشد. گلاتولوگ گویش گالشیِ مازندران را گویشی از زبان مازندرانی معرفی کرده است.
متن زیر به گویش گالشی منطقه دودانگه ساری می‌باشد:
| فارسی معیار | گویش گالشی مازندران | گویش گالشی مازندران (لاتین) |
| --- | --- | --- |
| بنده علی خورشیدیان، گالش هستم. من عرض کنم امسال نود سال دارم. رضا خان، بزرگ بزرگان آمد از دست احمدشاه بی ارزه پادشاهی را گرفت و او را راهی خارج کرد. من پانزده سال داشتم حالا حساب کن. | بَندِ علی خورشیدیان، گالِش هَسِمه. مِن اَرز هاکِنم امسال نود دارِمبه. رضا خان، گَتِ گَتان بیَموئه احمدشا بی عرزعِ دَس جِه شایی رِ بَیته وِرِ رایی هاکِرده خارجه. مِن پُنزَ سال داشتِمه اِسا حساب هاکِن. | bande ali xoršidiân, gâleš hasseme. men arz hâkenem emsâl naved dârembe. reza khan , gat e gatan biamue ahmad šâ-e bi Erze e das-je šâi-re baite o vere râi hâkerde xâreje. men ponza sâl dâšteme esâ hesâb hâken. |

## لباس گالشی
لباسی که گالشها هنوز هم از آن استفاده می‌کنند عبارتست از: شلوار پشمی، جلیقه پشمی، کلاه و شولا که همه پشمی هستند و برای زندگی در شرایط آب و هوایی سرد کوهستان مناسب می‌باشد.

## شیوه زندگی گالش‌های طبری
هر گالش طبری بین ۲۰ تا ۵۰ گاو و ۱ یا ۲ سگ دارد. گالش‌های طبری برای تشویق گاوها به راه رفتن از اصوات «ها…‌ها» و «هَی… هَی» و برای متوقف کردن آنها از «هِرِس» (Heres) استفاده می‌کنند. گالش‌ها پس از اینکه تا نیمه تپه که بالا می‌روند، بساط صبحانه پهن می‌کنند و گاوها را هم رها می‌کنند تا برای خودشان در میان علوفه فراوان، بچرند. گالش‌ها آتشی برپا می‌کنند و کتری سیاه شان را با آب چشمه پر کرده و روی آتش می‌گذارند و سپس به خوردن نان و پنیر و خیار و گوجه و چای مشغول می‌شوند.
پس از صبحانه، گالش‌ها گاوها را هم جمع می‌کنند و دوباره راه می‌افتند تا به «کوچ خِنِه» می‌رسند و معمولاً ۵ الی ۶ «کوچ خِنِه» در آنجا وجود دارد. «کوچ خِنِه» جایی در ییلاق است که ساکنانش برای همه ایام سال در آنجا به سر می‌برند. به جز این «کوچ خِنِه»، ۳ الی ۴ «تِلار» (Telar) هم در آنجا می‌توان دید. «تِلار» در مازندران، خانه‌هایی را می‌گویند که در کوه یا جنگل برای گاوها درست می‌کنند. برخی از گالش‌ها از خودشان «مِنزِل» بین راه ندارند و بنابراین یا شب را در وسط جنگل آتش روشن می‌کنند و گاوها را همان‌جا نگه می‌دارند تا صبح؛ یا در مِنزِل و تلار آشنایان می‌مانند.
هر تلار معمولاً سه بخش اصلی دارد: پَرِه (Pare) که اتاقی است کوچک و معمولاً به ابعاد ۲ در ۲٫۵ متر که محل استراحت گالش است؛ کَریکِه (Karike) اتاقی است کوچکتر به ابعاد ۱٫۵ در ۲٫۵ که برای نگهداری از شیر و ماست و ظروف بزرگ استفاده می‌شود؛ بخش سوم هم تلار است که نام این سازه از آن گرفته شده است و حدوداً ۵ در ۴ است و برای نگهداری از گوساله‌های کوچک استفاده می‌شود. به جز این سه بخش که نام برده شده، تلارها بخشهای دیگری هم دارند. بالای شیروانی تلارها که معمولاً به عنوان انبار برای علوفه و… استفاده می‌شود. همچنین جلوی تلارها که مسقف است و شبیه ایوان، «بارِک» (Barek)، «پیش لِر» (Pish ler) یا «سرپِنا بِن» (Sarpena ben) نامیده می‌شود و گاوها معمولاً شب در آنجا تجمع می‌کنند. لابلای تنه درختان در دیواره‌های تلار، باز است؛ مگر دیوارهای پَرِه که آنرا با «گِلِ گوئی» (Gele guyi) پر می‌کنند که ترکیبی است از خاکستر با پِهِن گاو. پِهِن گاو گرما را بیشتر نگاه می‌دارد. در کنار یکی از دیواره‌های داخلی این اتاق، «تَش کَلِه» (Tash kale) یا محل آتش درست کردن قرار دارد که روی آن چای و غذا درست می‌کنند یا آتش برای گرمای شب شان بر می فروزند. گالشهای طبری هنگامی که آتش را خاموش می‌کنند، می‌گویند «تش بَمِردِه» که یعنی آتش مُرد.
از قدیم گالش‌ها، پلا و شیرگرم را در لاوک چوبی می‌ریختند و هر کس از جیب خودش قاشق خوش‌تراشی از چوب شمشاد یا گلابی بیرون می‌آورد و دست جمعی شیرپلا (شیربرنج) می‌خوردند. هنوز هم بسیاری از گالش‌ها از همین شیوه استفاده می‌کنند.

## نام بردن از گالش در آثار
در داستان کوتاه «زنی که مردش را گم کرد»، نوشته صادق هدایت در سال ۱۳۱۲ در کتاب «سایه‌روشن»، ترانه‌ای کوتاه از زبان شخصیتی به نام گل‌ببو آمده است، که بر اساس خود ترانه، می‌توان آن را یک ترانه گالش قدیمی دانست:
| متن ترانه | ترجمه فارسی |
| --- | --- |
| گالِش کوری، آه‌های لَه‌لَه بُویشیم بِجار، آه‌های لَه‌لَه ای پُشته آجار، دو پُشته آجار بیا بُشیم بِجار، آه‌های لَه‌لَه بیا بُشیم، فاکون تو می خواهری | دختر گالشی، آهای بیا برویم به شالیزار یک دسته شاخه، دو دسته شاخه بیا برویم به شالیزار بیا برویم، و فکر کن که خواهرم هستی |